# Raymond Bouchex
Pour les articles homonymes, voir Raymond III.
Raymond Bouchex, né le 25 janvier 1927 à Lugrin et mort le 9 mai 2010 à Avignon, est un évêque catholique français, archevêque d'Avignon, d'Apt, Carpentras, Cavaillon, Orange et Vaison-la-Romaine de 1978 à 2002, sous le nom de Raymond III.

## Repères biographiques
Ordonné prêtre le 3 juin 1950, il est nommé évêque auxiliaire d'Aix, Arles et Embrun le 23 février 1972 et est consacré évêque le 19 mars suivant par Jean-Baptiste Sauvage, évêque d'Annecy.
Il est nommé par le pape Paul VI archevêque d'Avignon, d'Apt, Carpentras, Cavaillon, Orange et Vaison-la-Romaine le 25 avril 1978. Il se retire le 21 juin 2002, ayant atteint l'âge de 75 ans.
Son épiscopat est marqué par la crise de l'Église dont l'archidiocèse d'Avignon subit de plein fouet les conséquences. Le taux des baptisés passe de 84,5% (334 000) en 1980 à 70% (350 000) en 2000 et le nombre de prêtres de 227 en 1980 à 162 en 2001. Le nombre de religieux est stable, mais les effectifs des religieuses s'effondrent (de 492 en 1980, elles passent à 257 en 2002). Les ordinations s'effondrent également, ainsi que la pratique dominicale.

## Publications
- Mystère de la vie et mystère de l'Église, parole et silence 2004,  (ISBN 9782845731714)
- Il est grand le mystère de la foi, parole et silence 2005,  (ISBN 9782845732650)
- Que ta parole devienne en moi prière, parole et silence 2006,  (ISBN 9782845733671)
- Il a habité parmi nous, parole et silence 2006,  (ISBN 9782845735057)
- Il est avec nous tous les jours, parole et silence 2007,  (ISBN 9782845735798)
- Marie au fil de l'année liturgique, parole et silence 2008,  (ISBN 9782845736733)
- Vivre le carême, parole et silence 2008,  (ISBN 9782845736290)
- Nous avons vu sa gloire, parole et silence 2009,  (ISBN 9782845738089)
- A la découverte de Vatican II, parole et silence 2009,  (ISBN 9782845737372)
- Vivre Vatican II, parole et silence 2010,  (ISBN 9782845738492)